# São Sebastião do Rio Preto
São Sebastião do Rio Preto est une municipalité brésilienne de l'État du Minas Gerais et la microrégion de Conceição do Mato Dentro.